# 埃策尔斯罗德
埃策尔斯罗德（德語：Etzelsrode，發音：[ɛtsl̩sˈʁoːdə]）是德国图林根州诺德豪森县曾经的一个市镇，面积3.56平方千米，2017年12月31日人口为88人。2019年1月1日，埃策尔斯罗德与另外7个市镇并入市镇布莱谢罗德。